# Hydroxyde de tétrabutylammonium
L'hydroxyde de tétrabutylammonium est le composé chimique de formule (C4H9)4NOH, en abrégé Bu4NOH, noté TBAOH ou TBAH. Cette substance est utilisée en solution dans l'eau ou les alcools. C'est une base courante en chimie organique. Par rapport aux bases inorganiques plus classiques, telles que KOH et NaOH, Bu4NOH est plus soluble dans les solvants organiques.

## Réactions
La tentative d'isolement de Bu4NOH induit l'élimination de Hofmann, conduisant à la tributylamine, Bu3N, H2O et au but-1-ène. Les solutions de Bu4NOH sont généralement contaminées par Bu3N à cause de cette réaction chimique.
Le traitement de Bu4NOH avec la plupart des acides donne de l’eau et les autres sels de tétrabutylammonium :
{\displaystyle {\ce {Bu4NOH + HX -> Bu4NX + H2O}}}

## Applications
Bu4NOH est une base forte qui est souvent utilisée en tant que catalyseur de transfert de phase pour effectuer des alkylations et des déprotonations. Les réactions typiques incluent la benzylation d'amines et la génération de dichlorocarbène à partir de chloroforme.
Le Bu4NOH peut être neutralisé avec divers acides minéraux pour donner des sels lipophiles de la base conjuguée. Par exemple, le traitement de Bu4NOH avec du pyrophosphate disodique, Na2H2P2O7, donne (Bu4N)3[HP2O7] soluble dans les solvants organiques. De même, la neutralisation de Bu4NOH avec l'acide fluorhydrique donne le fluorure de tétra-n-butylammonium, Bu4NF, relativement exempt d'eau. Ce sel se dissout dans les solvants organiques et est notamment utilisé pour la désilylation.